# 5 000 mètres féminin aux championnats du monde d'athlétisme 2013
Navigation
Daegu 2011 Pékin 2015
L'épreuve du 5 000 mètres féminin des championnats du monde de 2013 s'est déroulée les 14 et 17 août 2013 dans le Stade Loujniki, le stade olympique de Moscou, en Russie. Elle est remportée par l'Éthiopienne Meseret Defar.

## Critères de qualification
Pour se qualifier pour les Championnats (minima A), il fallait avoir réalisé moins de 15 min 18 s 00 entre le 1er octobre 2012 et le 29 juillet 2013. Le minima B est de 15 min 24 s 00  .

## Records et performances

### Records
Les records du 5 000 m femmes (mondial, des championnats et par continent) étaient avant les championnats 2013 les suivants. 
| Record                    | Athlète           | Pays             | Temps          | Lieu               | Date            |
| ------------------------- | ----------------- | ---------------- | -------------- | ------------------ | --------------- |
| Record du monde           | Tirunesh Dibaba   | Éthiopie         | 14 min 11 s 15 | Oslo, Norvège      | 6 juin 2008     |
| Record des championnats   | Tirunesh Dibaba   | Éthiopie         | 14 min 38 s 59 | Helsinki, Finlande | 13 août 2005    |
| Record d'Afrique          | Tirunesh Dibaba   | Éthiopie         | 14 min 11 s 15 | Oslo, Norvège      | 6 juin 2008     |
| Record d'Asie             | Jiang Bo          | Chine            | 14 min 28 s 09 | Shanghai, Chine    | 23 octobre 1997 |
| Record d'Amérique du Nord | Shalane Flanagan  | États-Unis       | 14 min 44 s 80 | Walnut, États-Unis | 13 avril 2007   |
| Record d'Amérique du Sud  | Simone da Silva   | Brésil           | 15 min 18 s 85 | São Paulo, Brésil  | 20 mai 2013     |
| Record d'Europe           | Liliya Shobukhova | Russie           | 14 min 23 s 75 | Kazan, Russie      | 19 juillet 2008 |
| Record d'Océanie          | Kimberley Smith   | Nouvelle-Zélande | 14 min 45 s 93 | Rome, Italie       | 11 juillet 2008 |

### Meilleures performances de l'année 2013
Les dix  athlètes les plus rapides de l'année sont, avant les championnats (au 24 juillet 2013), les suivants. 
|    | Athlète                  | Pays     | Temps          | Lieu              | Date           |
| -- | ------------------------ | -------- | -------------- | ----------------- | -------------- |
| 1  | Tirunesh Dibaba          | Éthiopie | 14 min 23 s 68 | Paris Saint-Denis | 6 juillet 2013 |
| 2  | Almaz Ayana              | Éthiopie | 14 min 25 s 84 | Paris Saint-Denis | 6 juillet 2013 |
| 3  | Meseret Defar            | Éthiopie | 14 min 26 s 90 | Oslo              | 13 juin 2013   |
| 4  | Viola Jelagat Kibiwot    | Kenya    | 14 min 33 s 48 | Oslo              | 13 juin 2013   |
| 5  | Genzebe Dibaba           | Éthiopie | 14 min 37 s 68 | Oslo              | 13 juin 2013   |
| 6  | Margaret Wangari Muriuki | Kenya    | 14 min 40 s 48 | Oslo              | 13 juin 2013   |
| 7  | Gelete Burka             | Éthiopie | 14 min 42 s 07 | Paris Saint-Denis | 6 juillet 2013 |
| 8  | Mercy Cherono            | Kenya    | 14 min 42 s 43 | Oslo              | 13 juin 2013   |
| 9  | Buze Diriba              | Éthiopie | 14 min 50 s 02 | Oslo              | 13 juin 2013   |
| 10 | Agnes Tirop              | Kenya    | 14 min 50 s 36 | Oslo              | 13 juin 2013   |

## Résultats

### Finale
| Rang               | Athlète                   | Pays       | Temps          | Note |
| ------------------ | ------------------------- | ---------- | -------------- | ---- |
| Médaille d'or      | Meseret Defar             | Éthiopie   | 14 min 50 s 19 |      |
| Médaille d'argent  | Mercy Cherono             | Kenya      | 14 min 51 s 22 |      |
| Médaille de bronze | Almaz Ayana               | Éthiopie   | 14 min 51 s 33 |      |
| 4                  | Viola Kibiwot             | Kenya      | 15 min 01 s 67 |      |
| 5                  | Buze Diriba               | Éthiopie   | 15 min 05 s 38 |      |
| 6                  | Molly Huddle              | États-Unis | 15 min 05 s 73 |      |
| 7                  | Shannon Rowbury           | États-Unis | 15 min 06 s 10 | SB   |
| 8                  | Susan Kuijken             | Pays-Bas   | 15 min 14 s 70 |      |
| 9                  | Elena Nagovitsyna         | Russie     | 15 min 24 s 83 |      |
| 10                 | Dolores Checa             | Espagne    | 15 min 30 s 42 |      |
| 11                 | Tejitu Daba               | Bahreïn    | 15 min 33 s 89 |      |
| 12                 | Kim Conley (en)           | États-Unis | 15 min 36 s 58 |      |
| 13                 | Karoline Bjerkeli Grøvdal | Norvège    | 15 min 48 s 87 |      |
| 14                 | Dominika Nowakowska (pl)  | Pologne    | 15 min 58 s 26 |      |
| 15                 | Jackie Areson (en)        | Australie  | 16 min 08 s 32 |      |

### Séries
| Rang | Athlète                  | Pays                | Temps          | Note |
| ---- | ------------------------ | ------------------- | -------------- | ---- |
| 1    | Mercy Cherono            | Kenya               | 15 min 34 s 70 | Q    |
| 2    | Almaz Ayana              | Éthiopie            | 15 min 34 s 93 | Q    |
| 3    | Molly Huddle             | États-Unis          | 15 min 40 s 91 | Q    |
| 4    | Shannon Rowbury          | États-Unis          | 15 min 50 s 41 | Q    |
| 5    | Tejitu Daba              | Bahreïn             | 15 min 56 s 74 | Q    |
| 6    | Almensh Belete           | Belgique            | 16 min 03 s 03 |      |
| 7    | Sophie Duarte            | France              | 16 min 05 s 14 |      |
| 8    | Betlhem Desalegn         | Émirats arabes unis | 16 min 13 s 27 |      |
| 9    | Misaki Onishi (ja)       | Japon               | 16 min 16 s 52 |      |
| 10   | Carolina Tabares         | Colombie            | 16 min 22 s 81 |      |
| —    | Margaret Wangari Muriuki | Kenya               |                | DNF  |

| Rang | Athlète                   | Pays       | Temps          | Note |
| ---- | ------------------------- | ---------- | -------------- | ---- |
| 1    | Meseret Defar             | Éthiopie   | 15 min 22 s 94 | Q    |
| 2    | Buze Diriba               | Éthiopie   | 15 min 23 s 41 | Q    |
| 3    | Viola Kibiwot             | Kenya      | 15 min 24 s 47 | Q    |
| 4    | Yelena Nagovitsyna        | Russie     | 15 min 26 s 95 | Q    |
| 5    | Kim Conley (en)           | États-Unis | 15 min 27 s 35 | Q    |
| 6    | Karoline Bjerkeli Grøvdal | Norvège    | 15 min 29 s 41 | q    |
| 7    | Susan Kuijken             | Pays-Bas   | 15 min 34 s 31 | q    |
| 8    | Jackie Areson (en)        | Australie  | 15 min 40 s 21 | q    |
| 9    | Dolores Checa             | Espagne    | 15 min 43 s 73 | q    |
| 10   | Dominika Nowakowska (pl)  | Pologne    | 15 min 45 s 10 | q    |
| 11   | Giuli Dekanadze           | Géorgie    | 17 min 57 s 39 | SB   |

## Légende
Records et Performances
- AR : Record continental (area record)
- CR : Record des championnats (championship record)
- MR : Record du meeting (meet record)
- NR : Record national (national record)
- OR : Record olympique (olympic record)
- PR : Record paralympique (paralympic record)
- PB : Record personnel (personal best)
- SB : Meilleure performance personnelle de la saison (season's best)
- WL : Meilleure performance mondiale de l'année (world leader)
- WJR : Record du monde junior (world junior record)
- WR : Record du monde (world record)

Circonstances et Conditions
- DNF : N'a pas terminé (did not finish)
- DNS : N'a pas pris le départ (did not start)
- DQ : Disqualification (disqualification)
- NM : Aucun essai valable enregistré (No Mark)
- Q : Qualifié « directement » au prochain tour (ou à la prochaine compétition), lors d'une compétition majeure, grâce au classement ou à la réalisation des minima (automatic qualifier)
- q : Qualifié au prochain tour (ou à la prochaine compétition), lors d'une compétition majeure, grâce au repêchage ou à la réalisation de l'une des meilleures performances parmi celles des « non qualifiés directement » (grâce au meilleur temps ou à la meilleure distance par exemple) (secondary qualifier)